# 川崎哲平
川崎 哲平（かわさき てっぺい、1980年10月16日 - ）は、日本のベーシスト。福岡県築上郡新吉富村出身。

## 概要
1980年福岡生まれ。中学3年からギターを始めるが高校3年の時にベースに転向。その後音楽専門学校に入学し在学中より福岡でプロ活動開始。
2005年からは活動拠点を関東に移し、フリーのベーシストとしてレコーディング、ツアー、ライブサポート、セッション、TV収録、CM録音などで活動。上戸彩・槇原敬之・葉加瀬太郎・華原朋美・阿部真央・愛美・DIMENSIONなどのライブサポートメンバー、およびレコーディングを中心に活動。
2008年にはマクドナルド「プレミアム・ローストコーヒー」のCMにT-SQUAREの伊東たけしと共に出演した。
ポップスからインストゥルメンタルまで幅広くプレイ出来るスタイル。エレキベースとコントラバスの両刀使いでもある。
任天堂、マリオシリーズでの演奏も多く、マリオカート8での演奏は世界的に注目を集める。
2014年、リットーミュージックから『名手直伝! グルーヴを生むスラップ・ベースの奥義』を出版。
2017年、Sadowsky TYOから日本人初のシグネチャーモデルSadowsky TYO Teppei Modelが発売される。
レコーディング参加アーティストは、嵐・杏里・いきものがかり・KAT-TUN・倖田來未・Salyu・島谷ひとみ・SMAP・田村ゆかり・タッキー&翼・テゴマス・トータス松本・一青窈・槇原敬之・松田聖子・渡辺美里など多数。テレビ出演も多い。昭和音楽大学講師も務めている。